# كارل جوتسكوف

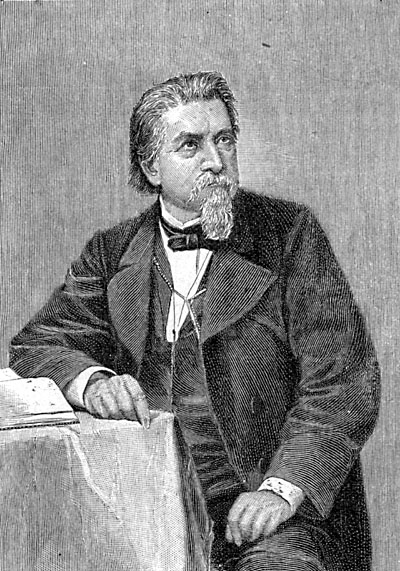
كارل جوتسكوف

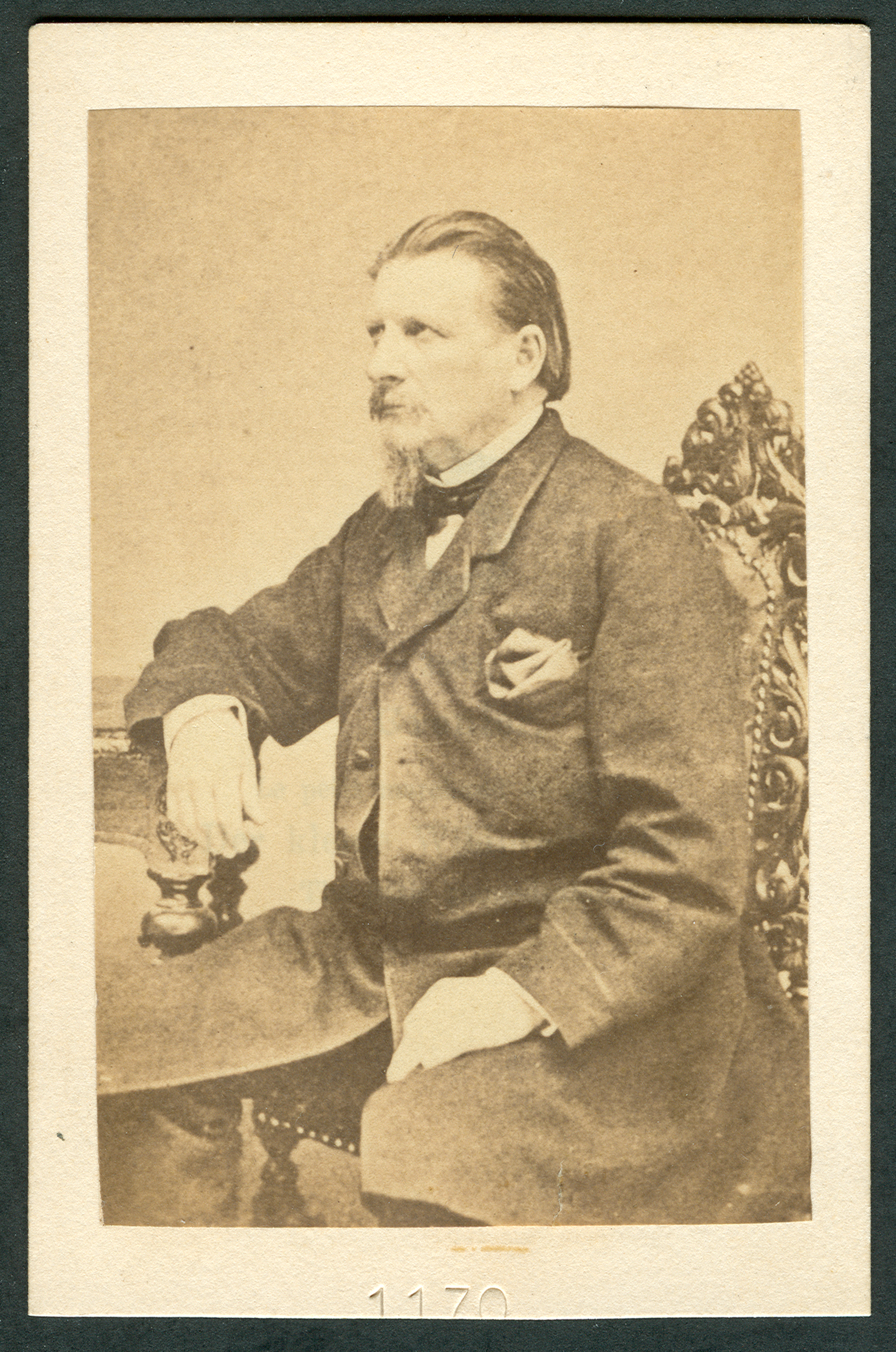
كارل جوتسكوف

كارل فرديناند جوتسكوف (بالألمانية: Karl Ferdinand Gutzkow) (ولد في برلين في 17 مارس 1811- ومات في حي زاكسنهاوْزن في مدينة فرانكفورت الواقعة على نهر الماين في 16 ديسمبر 1878) هو أديب وكاتب مسرحي وصحفي ألماني.

## حياته
نشأ جوتسكوف في برلين في عائلة فقيرة، وكان والده كارل أوْجوست الذي تلقى شيئا من التعليم يعمل سائس خيل في إسطبلات الأمير فريدريش فيلهلم كارل.
التحق كارل بمدرسة فريدريش فيردرشه الثانوية بين عامي 1821 و1829. وفي صيف 1829 التحق بجامعة برلين وبدأ دراسة الفيلولوجيا واللاهوت والحقوق. وقد حضر بعض محاضرات الفلسفة التي كان يلقيها هيغل وشلايرماخر. وقد حصل على جائزة على أحد أبحاثه من الجامعة، وقد كان هيجل هو الذي سلمه الجائزة شخصيا.
انتقل جوتسكوف بعد ذلك إلى جامعة هايدلبرغ ثم إلى ميونخ، وقد أيقظت ثورة يوليو الفرنسية اهتماماته نحو القضايا السياسية والاقتصادية والاجتماعية في ألمانيا في ذلك الوقت.
بدأ جوتسكوف في عام 1831 وهو ما زال طالبا إصدار مجلة Forum der Journal-Literatur. وفي نهاية العام ترك برلين ورحل إلى شتوتغارت والتقى هناك بالناقد الأدبي فولفجانج مينتسل. وفي عام 1832 منحته جامعة يينا درجة الدكتوراه غيابياً، حيث أنه لم يكن موجوداً.
وحتى عام 1834 عمل محررا في «الصحيفة الأدبية» Literatur-Blatt وهي ملحق أدبي لجريدة Morgenblatt für gebildete Stände الشهيرة التي كان يصدرها الناشر الألماني كوتا Cotta. كما كتب جوتسكوف العديد من المقالات في عدة صحف ومجلات أدبية.
وفي عام 1832 نشر جوتسكوف كتاب «رسائل من مجنون إلى مجنونة» بدون ذكر اسمه على الكتاب، وقد منع هذا الكتاب من النشر في بروسيا في أكتوبر من نفس العام. وفي نهاية عام 1832 نشر رواية خيالية ساخرة بعنوان «ماها جورو : قصة إله»، وهو يسخر فيها من البابوية، لكنه يمجد فيها أيضا المعاني الإلهية داخل النفس البشرية.
في نفس العام تعرف جوتسكوف على هاينريش لاوبه Heinrich Laube، وقام معه برحلة إلى النمسا وجنوب إيطاليا. وكذلك كانت تربطه في ذلك الوقت صداقة بالكاتب المسرحي الشاب جيورج بوشنر، وكانت الرسائل لا تنقطع بينهما.
في صيف 1835 نشر جوتسكوف روايته «فالي المرأة المتشككة»، التي ما لبثت أن منتعها السلطات في بروسيا. ما سبب في إثارة حركة احتجاج الكتاب الشباب الذين كانوا يكونون في تلك الفترة ما عرف بحركة ألمانيا الفتاة الأدبية، بعدما وصف فولفجانج مينتسل (صديق جوتسكوف السابق) الكتاب بأنه يتضمن مفاهيم لا أخلاقية.
وفي نهاية العام صدر قرار من سلطات بروسيا بمنع كتابات جوتسكوف ولاوْبه وفينبارج. وما لبث المنع أن امتد إلى كتابات هاينريش هاينه وكتاب آخرين.
وفي بداية عام 1836 ألقى القبض على جوتسكوف ووجهت إليه تهمة ازدراء الأديان وقضى في السجن شهراً واحداً. وفي صيف العام نفسه تزوج بأماليا كلونه Amalie Klönne، وقد أنجب منها ثلاثة أولاد. وفي أواخر عام 1838 تعرف جوتسكوف على بيتينا فون أرنيم أثناء إقامته في برلين، حيث كان يحضر العديد من الصالونات الأدبية.
وفي عام 1838 أصدر جوتسكوف صحيفة «تلغراف ألمانيا» Telegraph für Deutschland، والتي كان العديد من الأدباء والكتاب يشاركون في الكتابة فيها منهم فريدريش إنجلز وفريدريش هيبل وجيورج هيرفيج. وفي عام 1839 عرضت مسرحيته الأولي «ريشارد الهمجي» للمرة الأولى في فرانكفورت.
في عام 1842 سافر جوتسكوف للمرة الأولى إلى باريس حيث تعرف هناك على جورج صاند الكاتبة الشهيرة. وفي منتصف العام 1843 رفعت الرقابة عن كتاباته، فعاد إلى نشر كتاباته تحت اسمه الحقيقي. وفي عام 1845 أصدر كتابه «انطباعات من فيينا» دون فيه رحلته إلى فيينا. وقد أغضب الكتاب السلطات النمساوية فأصدرت قراراً بمنع نشر كتاباته في النمسا. وفي عام 1846 انتقل جوتسكوف إلى دريسدن حيث عمل مستشاراً فنياً في المسرح هناك.
وحين قامت ثورة مارس 1848 كان جوتسكوف في برلين، فكتب منشورا بعنوان «خطاب إلى الشعب» لمساندة الثوار. وفي أبريل ماتت زوجته أماليا، فتزوج في العام نفسه من بيرتا مايْدنجر، وأنجب منها ثلاث بنات. وفي يوليو 1950 نشر أجزاء من روايته الكبيرة «فرسان الروح» Ritter vom Geiste في أعداد متوالية من صحيفة Leipziger Deutschen Allgemeinen Zeitung حتى نهاية العام، حيث نشرها كاملة في كتاب.
في عام 1852 بدأت سلسلة من المقالات النقدية بينه وبين جوستاف فرايْتاج، بعدما بدأ فرايتاج في مهاجمة روايته «فرسان الروح»، فرد عليه جوتسكوف بمهاجمة روايته «ما لك وما عليك».
وفي عام 1855 أصدر جوتسكوف المجلة الأسبوعية Unterhaltungen am häuslichen Herd، التي ظل يشرف عليها حتى عام 1862. وفي عام 1858 بدأ جوتسكوف في نشر روايته الكبيرة «ساحر من روما»، التي تتكون من تسعة أجزاء. وقد نشر الجزء الأخير منها في عام 1861. وفي نفس العام انتقل إلى فايمار حيث عين سكرتيرا عاماً لمؤسسة شيللر Schillerstiftung. وفي عام 1865 تعرض جوتسكوف لأزمة صحية فنقل إلى مصحة للعلاج
بالقرب من مدينة بايْرويْت، وخرج منها في أواخر ذلك العام.
في عام 1867 صدرت روايته «هوهنشفانجاوْ»، وفي عام 1869 عرضت مسرحيته «سلام فيستفالن» للمرة الأولى. وفي أواخر العام انتقل إلى برلين. وبدأ يعاني من مشاكل نفسية حادة ابتداء من عام 1873, فقد تعرض لنوبات متزايدة من مرض جنون الارتياب. وفي عام 1877 انتقل إلى ضاحية زاكسنهاوْزن في فرانكفورت.
وفي ديسمبر 1878 لقى جوتسكوف حتفه بعد اندلاع حريق في حجرته، وشيعت جنازنه في يوم 19ديسمبر، ودفن في مقبرة فرانكفورت الرئيسية.

## من أعماله
- رسائل من مجنون إلى مجنونة 1832
- ماها جورو 1832
- مجموعة أقاصيص في جزأين 1834
- شخصيات عامة 1835
- فالي المرأة المتشككة 1835
- نيرون 1935
- ريشارد الهمجي 1839
- رسائل من باريس 1842
- ضفيرة وسيف 1844 (مسرحية)
- أوتفريد 1848
- فرسان الروح 1950 (رواية في تسعة أجزاء)
- ساحر من روما 1858/1861
- هوهنشفانجاوْ
- سلام فيستفالن 1869
- أبناء بيستالوتسي 1870

## روابط خارجية
- كارل جوتسكوف على موقع IMDb (الإنجليزية)
- كارل جوتسكوف على موقع الموسوعة البريطانية (الإنجليزية)
- كارل جوتسكوف على موقع كينوبويسك (الروسية)